# Branchipodopsis underbergensis
Branchipodopsis underbergensis är en kräftdjursart som beskrevs av Hamer och Appleton 1996. Branchipodopsis underbergensis ingår i släktet Branchipodopsis och familjen Branchipodidae. Inga underarter finns listade.